# Cyathea recommutata
Cyathea recommutata är en ormbunkeart som beskrevs av Edwin Bingham Copeland. Cyathea recommutata ingår i släktet Cyathea och familjen Cyatheaceae. Inga underarter finns listade.